# Give Me the Night (álbum)
Give Me The Night é um álbum de estúdio do cantor estadunidense de smooth jazz George Benson, lançado em 1980.

## Informações
Lançado no verão de 1980, produzido por Quincy Jones e lançado pela Qwest Records em conjunto com a Warner Bros. Records, este álbum alcançou a primeira posição em charts de álbuns como Top R&B/Hip-Hop Albums e Jazz Albums Chart, e foi número três no Billboard Pop Albums charts. Teve como primeiro single "Give Me the Night"; "Mood Moody" foi gravado com a cantora de R&B Patti Austin. Foi certificado com disco de platina pela RIAA e foi o único álbum que Quincy Jones produziu para George Benson.
Benson ganhou três prêmios Grammy em 1981 com este álbum: Best Jazz Vocal Performance: Male para a música "Mood Moody"; "Best Male R&B Vocal Performance" para a canção "Give Me the Night", e Best R&B Instrumental Performance para a canção "Off Broadway". Quincy Jones e Jerry Hey também ganharam o Grammy de Melhor Arranjo Instrumental para a canção "Dinorah, Dinorah".

## Faixas
| N.º | Título                                                                      | Duração |  |
| 1.  | "Love X Love"                                                               | 4:45    |  |
| 2.  | "Off Broadway"                                                              | 5:23    |  |
| 3.  | "Moody's Mood (James Moody, Eddie Jefferson, Jimmy McHugh, Dorothy Fields)" | 3:24    |  |
| 4.  | "Give Me the Night"                                                         | 5:01    |  |
| 5.  | "What's On Your Mind (Kerry Chater, Glen Ballard)"                          | 4:02    |  |
| 6.  | "Dinorah, Dinorah (Ivan Lins, Vitor Martins)"                               | 3:39    |  |
| 7.  | "Love Dance (Ivan Lins, Gilson Peranzzetta, Paul Williams"                  | 3:18    |  |
| 8.  | "Star of a Story (X)"                                                       | 4:42    |  |
| 9.  | "Midnight Love Affair (Hawk Wolinski)"                                      | 3:31    |  |
| 10. | "Turn Out the Lamplight"                                                    | 4:43    |  |

## Tabelas
| Tabelas (1980)            | Posição |
| ------------------------- | ------- |
| Billboard Pop Albums      | 3       |
| Billboard Top Soul Albums | 1       |
| Billboard Top Jazz Albums | 1       |

### Singles
| Ano  | Single                   | Posições          | Posições | Posições |
| Ano  | Single                   | Billboard Hot 100 | US R&B   | US Dance |
| ---- | ------------------------ | ----------------- | -------- | -------- |
| 1980 | "Give Me The Night"      | 4                 | 1        | 2        |
| 1980 | "Love X Love"            | 61                | 9        | -        |
| 1981 | "Turn Out The Lamplight" | -                 | 33       | -        |